# Ardea herodias
La garza morena, también conocida como garza azul, garzón azulado, garzón cenizo. garza azulada,  o garza ceniza (Ardea herodias) es una especie de ave pelecaniforme de la familia Ardeidae. Garza americana bastante común y de las de mayor tamaño, su altura puede superar los 110 cm de longitud.
Ocupa un área que se extiende por América del Norte, Centroamérica, islas Galápagos y norte de Sudamérica. En México se distribuye en todo su territorio, La UICN2019-1 considera a la especie como de preocupación menor.

## Galería

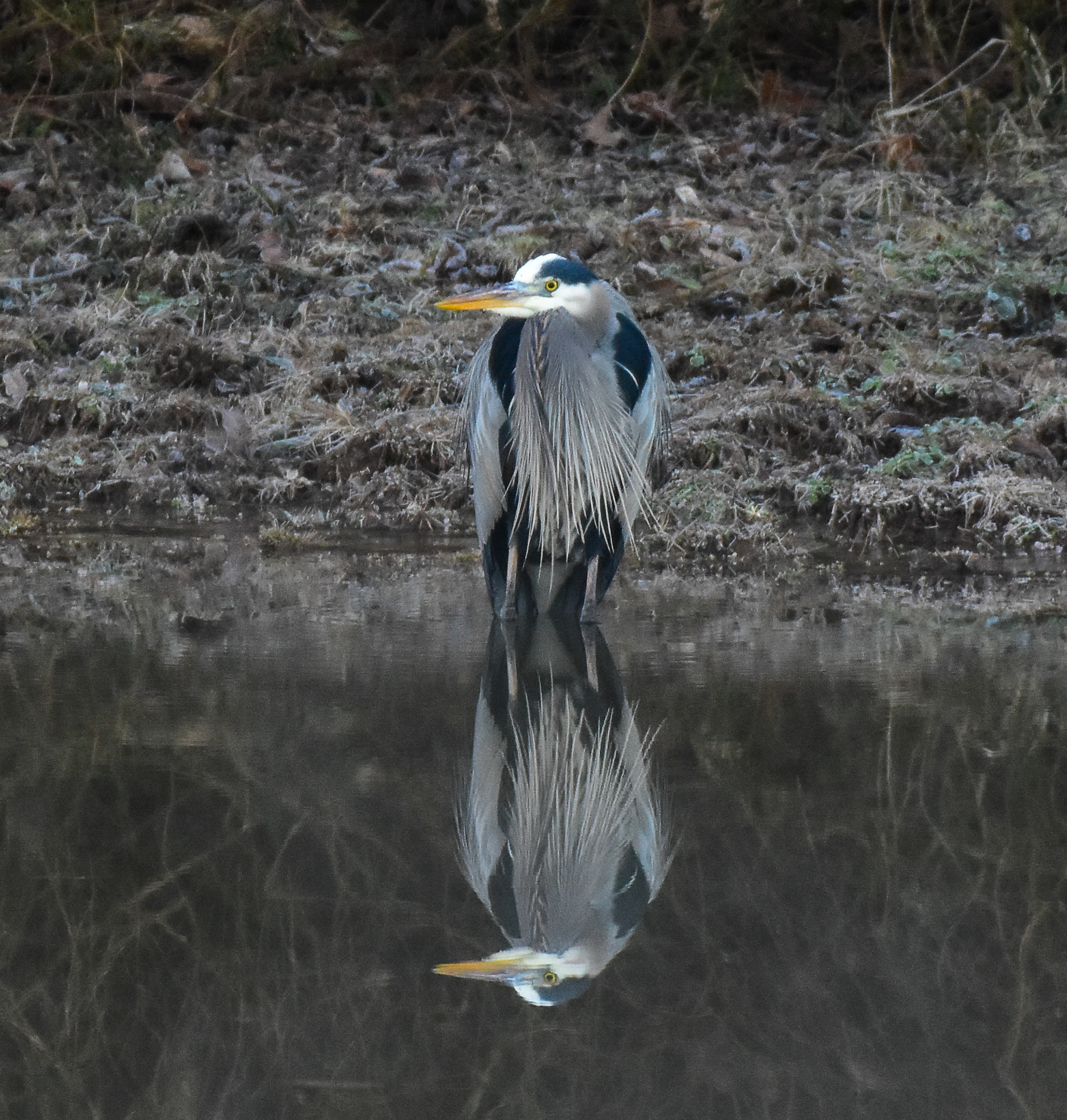
En Arkansas, EE. UU.
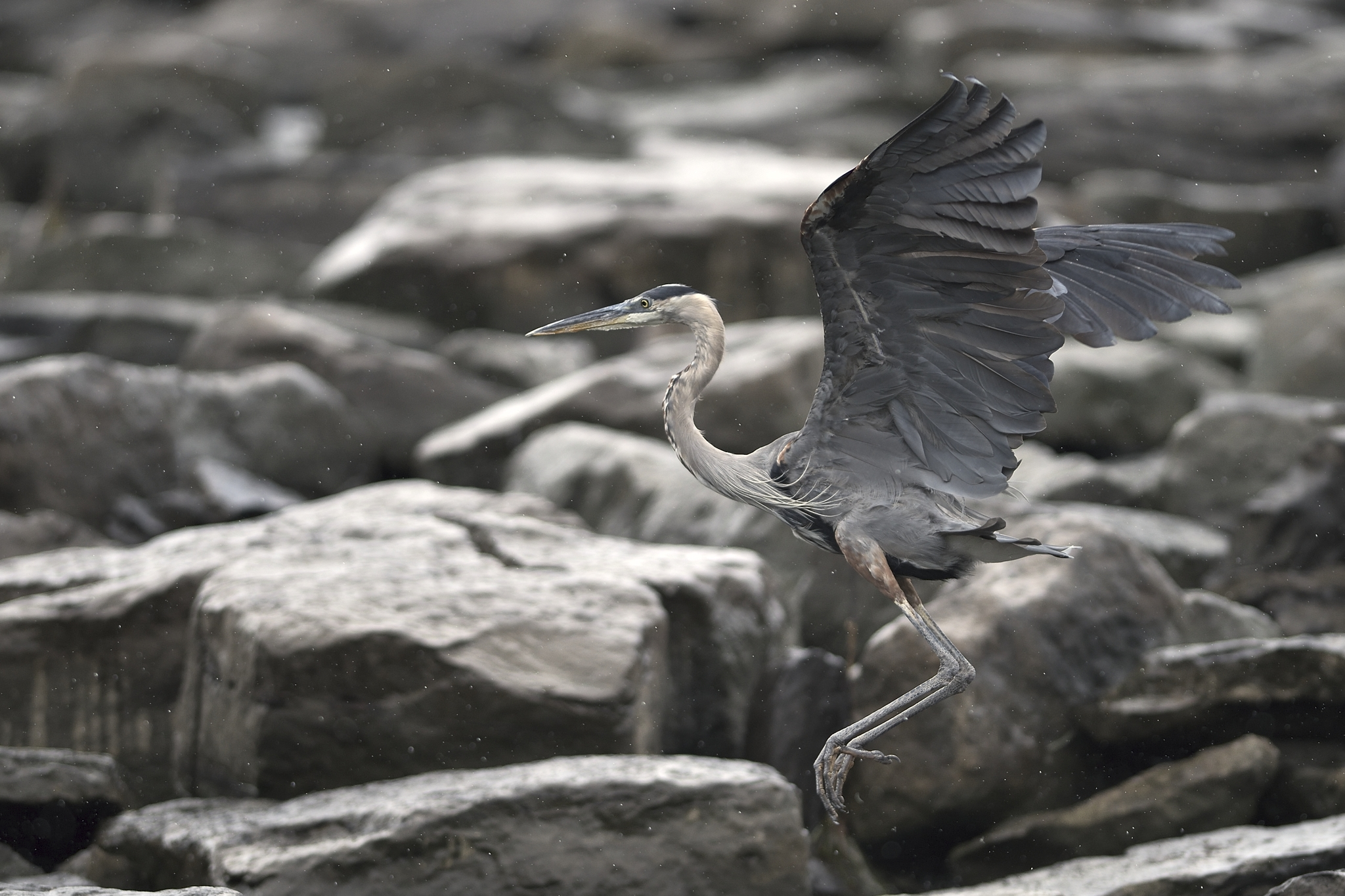
Tomando vuelo
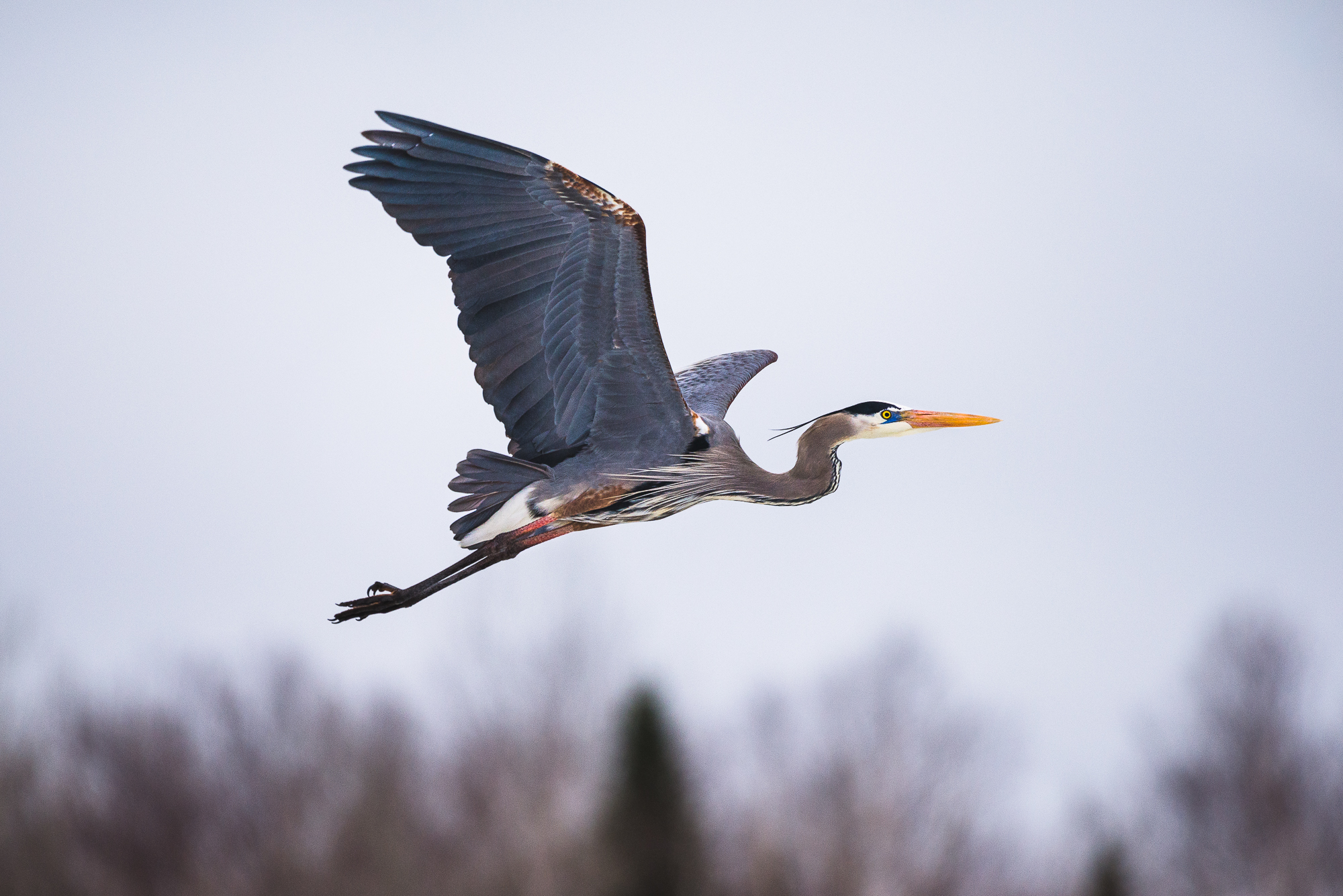
Garza azulada en Quebec, Canadá
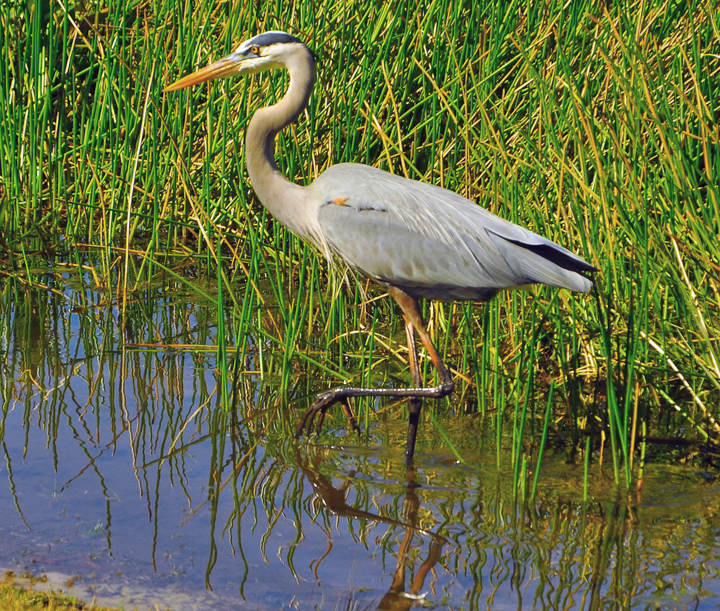
Vadeando en los Grandes lagos, EE. UU.
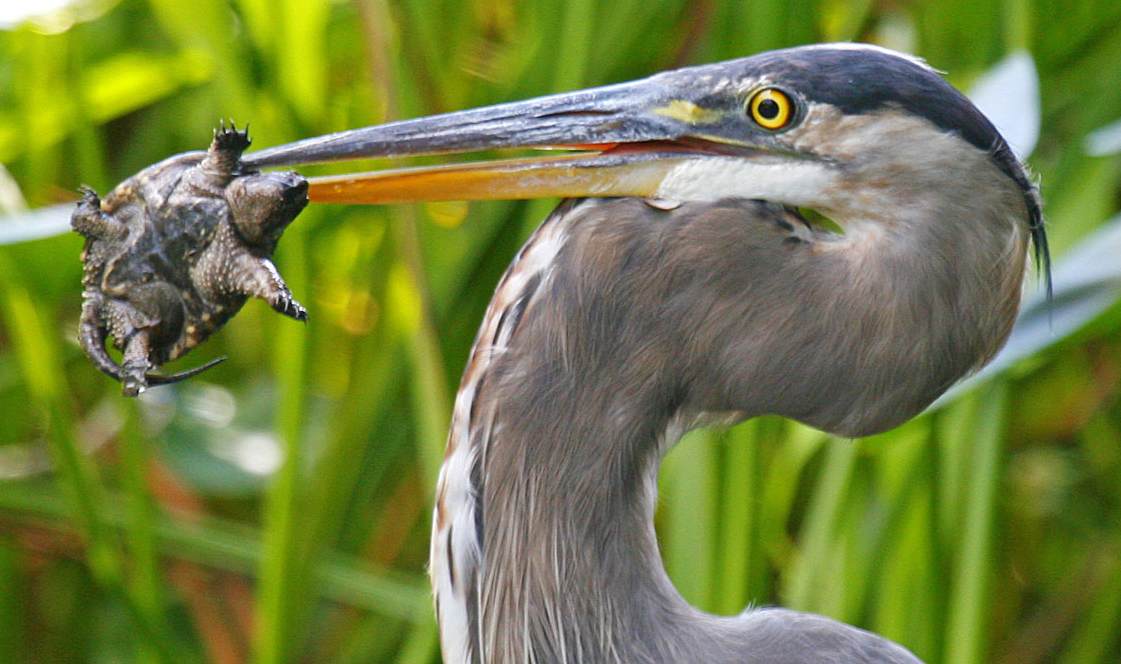
Comiendo un Chelydra serpentina.
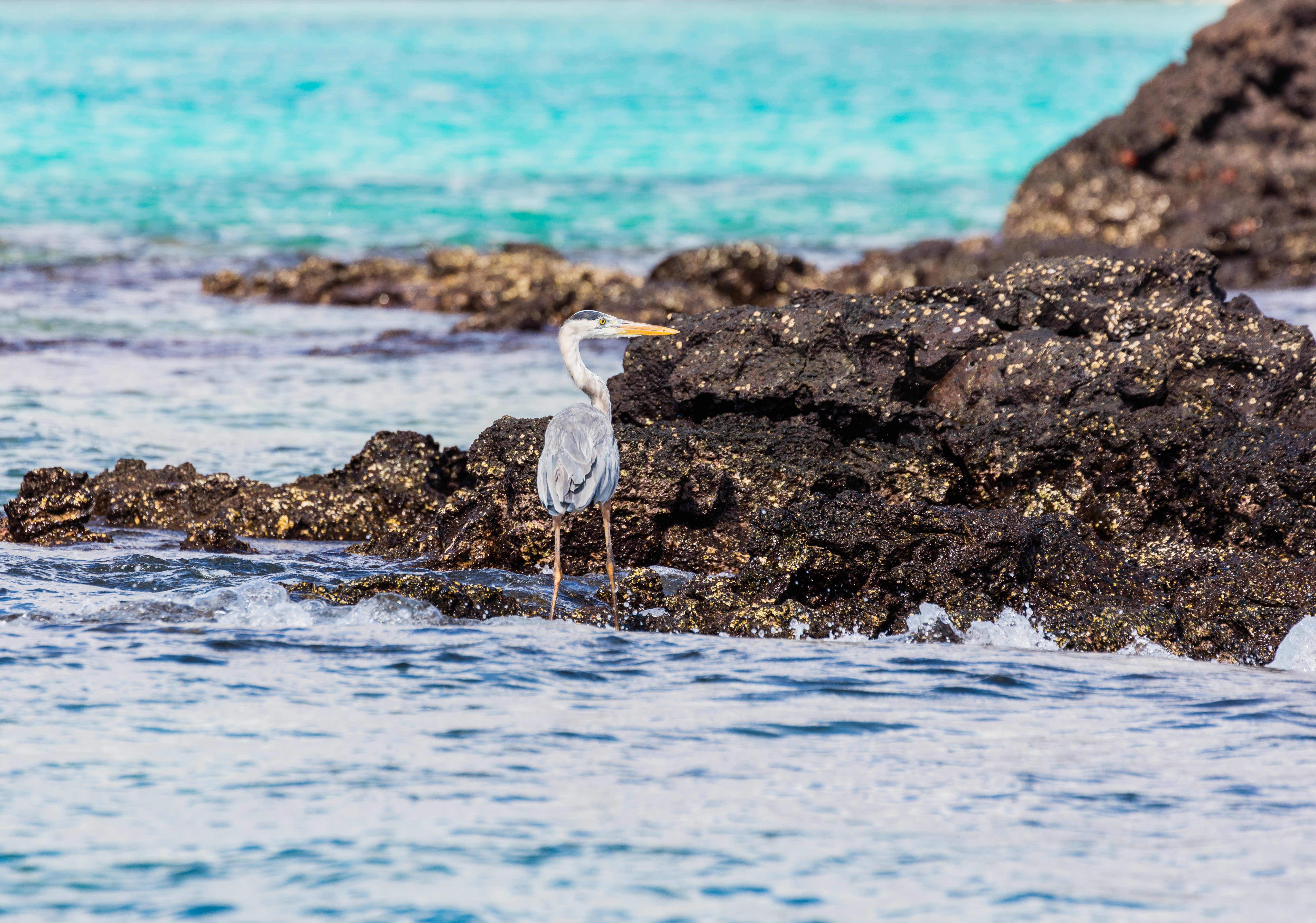
Ejemplar en las islas Galápagos.
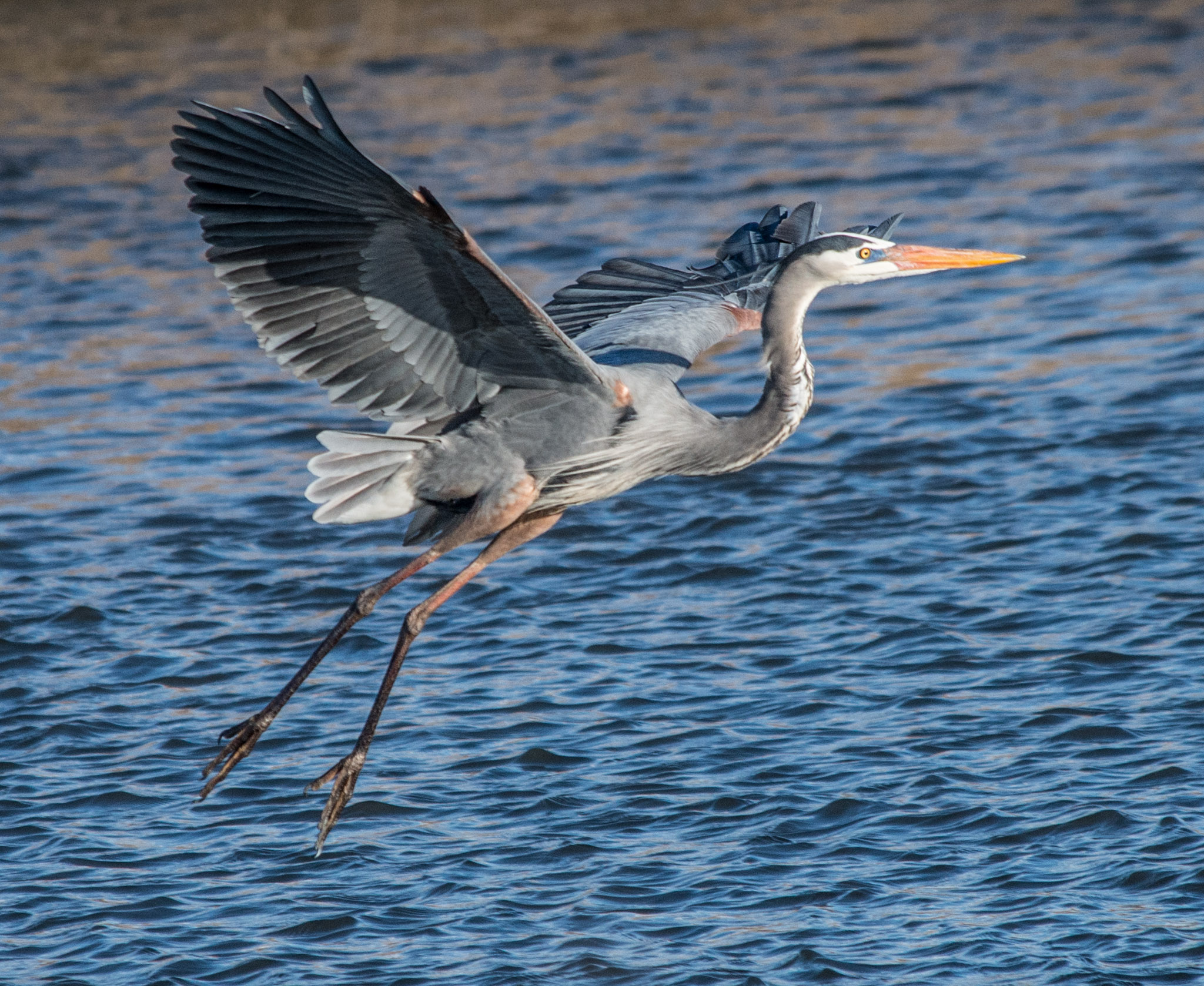
En Delaware, EE. UU.